# 中澤信幸
中澤信幸（1971年11月2日—）是一名語言學家、日本語學家。目前擔任山形大學人文社會科學部教授、山形大學都市・地域學研究所所長以及一般社團法人日台政策研究所理事。專攻為中近世日本韻書的受容以及隨後時期的日本漢字音學史，對於中國語音韻史、台灣語言學、台灣的日本語教育等都有涉獵。近年亦積極促進日本與台灣的交流。

## 來歷
出生於三重縣四日市市，畢業於三重縣立四日市南高等學校、愛媛大學法文学部。2000年修畢名古屋大學大學院文學研究科博士課程後期課程退學，並且於次年從名古屋大学取得文學博士。曾先後擔任日本學術振興會特別研究員、台灣長榮大學應用日語學系助理教授、大島商船高等專門學校准教授，2008年起擔任山形大学人文学部准教授（2017年學部改稱為人文社会科学部）、2018年起升任教授。2019年亦就任山形大学都市・地域学研究所所長。
2017年，與同樣任教山形大學的松尾剛次一起設立日台政策研究所，並且擔任理事。2019年起該研究所一般社団法人化。
2020年1月起，在Youtube開設頻道「中澤教授の台湾学講座」、介紹跟台灣有關的各種資訊。

## 著作

### 著書
- 『中近世日本における韻書受容の研究』 おうふう、2013年

### 論文
- CiNii>中澤信幸

## 外部鏈接
- 山形大学研究者情報 （页面存档备份，存于）
- 中澤信幸研究室（页面存档备份，存于）
- Nobuyuki NAKAZAWA Website （页面存档备份，存于）
- YouTube上的中澤信幸チャンネル頻道